# 26 d'Àries
26 d'Àries (26 Arietis) és un estel en la constel·lació d'Àries de magnitud aparent +6,14. D'acord amb la nova reducció de les dades de paral·laxi d'Hipparcos, es troba a 215 anys llum del Sistema Solar.
26 d'Àries és un estel blanc de la seqüència principal de tipus espectral A9V. Té una temperatura efectiva de 7413 K, sent la seva lluminositat 13 vegades superior a la lluminositat solar. Com altres estels anàlegs, gira sobre si mateixa a gran velocitat, sent la seva velocitat de rotació projectada de 186 km/s. La seva massa és de 1,77 masses solars i ha consumit ja 2/3 parts de la seva vida com a estel de la seqüència principal.
26 d'Àries és una variable del tipus Delta Scuti, rebent el nom, quant a variable, de UU d'Àries. Les variables Delta Scuti —entre les quals es troben les conegudes Vega (α Lyrae), Seginus (γ Bootis) i Pherkad (γ Ursae Minoris)— poden ser considerades cefeides de baixa massa, però amb múltiples períodes de pulsació superposats. El període principal de 26 Arietis és de 0,0676 dies (1,622 hores), sent l'amplitud de variació de només 0,01 magnituds. Existeixen almenys altres cinc períodes secundaris de 0,0758, 0,0575, 0,0504, 0,0649 i 0,0728 dies.